# Marumbi
Marumbi is een gemeente in de Braziliaanse deelstaat Paraná. De gemeente telt 4.154 inwoners (schatting 2009).

## Aangrenzende gemeenten
De gemeente grenst aan Bom Sucesso, Cambira, Jandaia do Sul, Kaloré, Novo Itacolomi en São Pedro do Ivaí.

## Verkeer en vervoer
De plaats ligt aan de weg BR-466.